# Suchá Loz
Suchá Loz là một làng thuộc huyện Uherské Hradiště, vùng Zlínský, Cộng hòa Séc.